# Giostra del Saracino
Pour les articles homonymes, voir Saracino et Joute du Sarrasin.

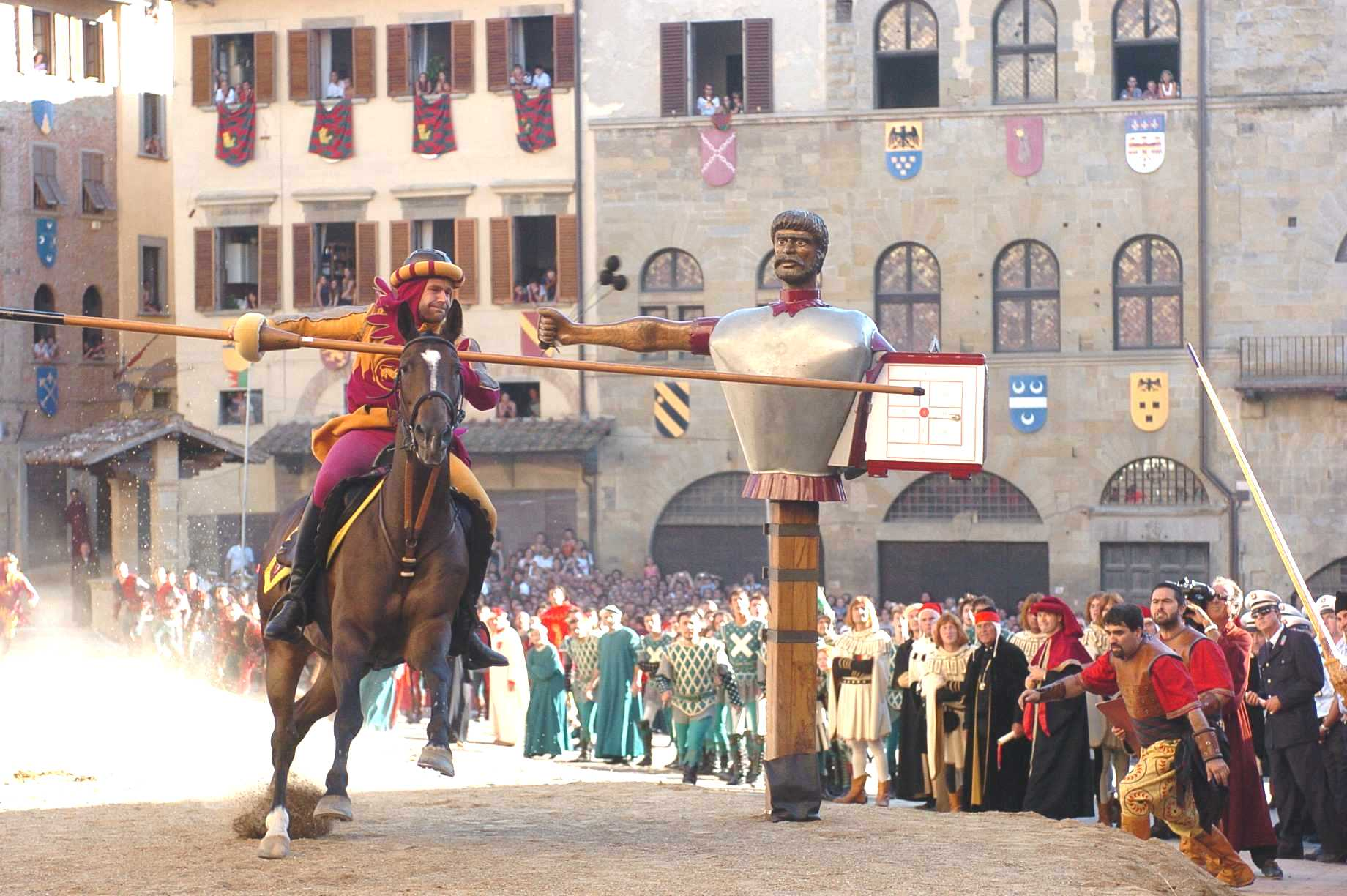
La joute du Sarrasin

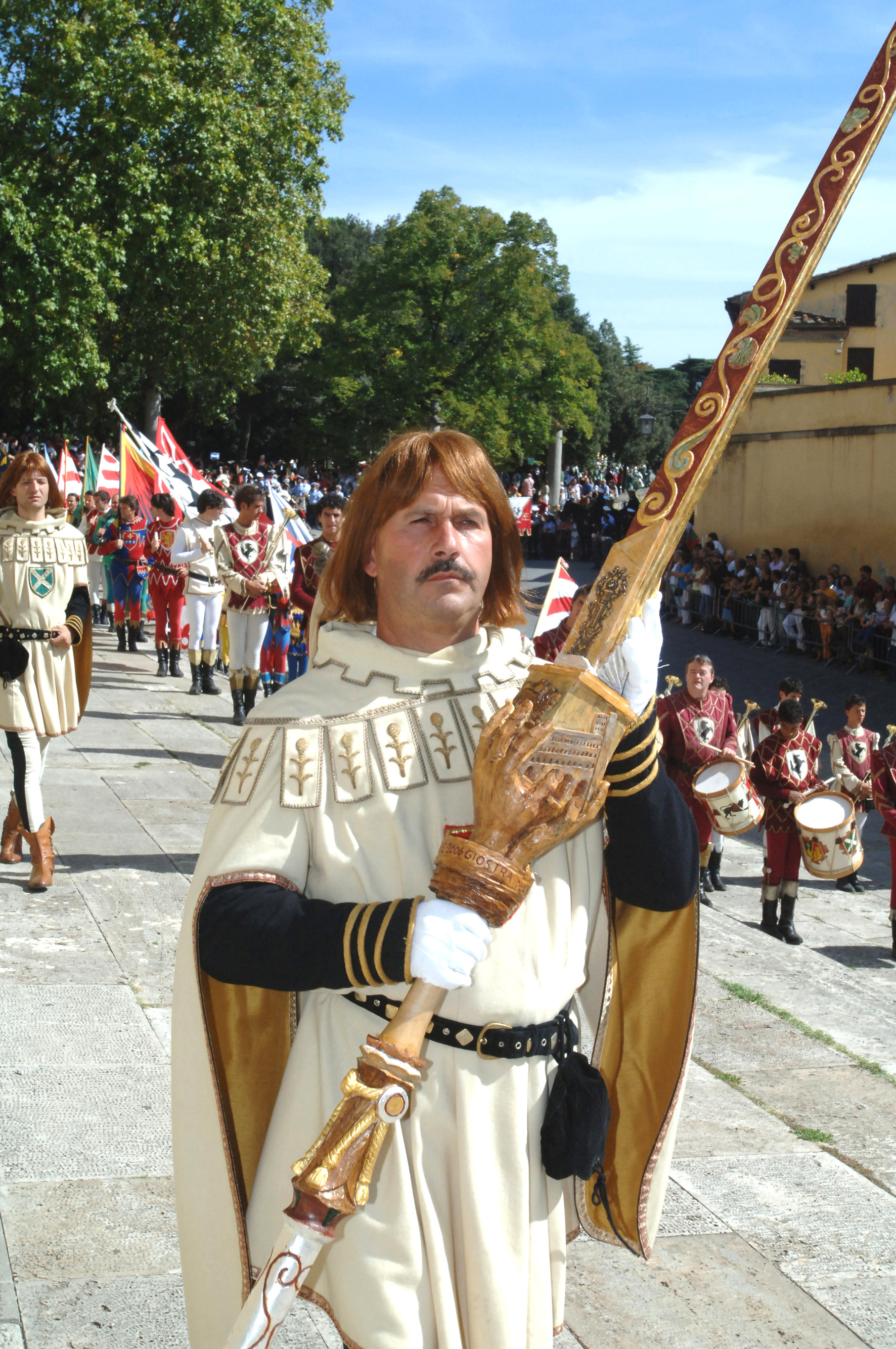
la Lance d'Or

La Giostra del Saracino (Joute du Sarrasin), est une reconstitution historique médiévale majeure en Toscane. Elle se déroule à Arezzo l’avant-dernier samedi de juin et le premier dimanche de septembre. Elle oppose les quatre quartiers de la ville : Porta Santo Spirito, Porta S. Andrea,
Porta del Foro et Porta Crucifera. C’est un tournoi chevaleresque qui est issu du Moyen Âge remis en vogue en 1931 sous forme de reconstitution historique se situant au XIVe siècle. Cette fête donne lieu à des reconstitutions historiques très fidèles au cours desquelles les habitants s’habillent à l’ancienne.
La compétition se déroule chaque année  sur la Piazza Grande l’avant-dernier samedi de juin en nocturne (Joute de Saint Donatien, patron de la ville) et le premier dimanche de septembre au cours de l’après-midi (Joute de septembre). Elle consiste à planter sa lance dans l'écu d'un Sarrasin représenté par un mannequin tournant sur lui-même. Le gagnant remporte la lance d'or.

## Histoire du tournoi
La Giostra del Saracino (Joute du Sarrasin) ou (Giostra ad burattum)   est un ancien exercice d’entraînement militaire et rappelle la lutte séculaire menée par la chrétienté occidentale afin de contrecarrer l’avancée musulmane.
Ce tournoi était fréquemment disputé au cours du XIVe et la fin du XVe siècle quand il était courant d’organiser des joutes baroques. La joute qui  au début du XVe siècle était une particularité arétine, périclita au cours du XVIIIe siècle et finit par disparaître complètement dans sa version noble. On nota une forte reprise de cette joute populaire entre les XVIIIe et XIXe siècles, une nouvelle disparition en 1810 et une fugace apparition en 1904 ceci à la suite d'une remise à la mode du Moyen Âge par le mouvement romantique.
La joute est définitivement implantée en 1931  sous sa forme actuelle, c'est-à-dire sous forme de reconstitution historique  qui a acquis au fur et à mesure une forte notoriété.

## Le tournoi du Sarrasin

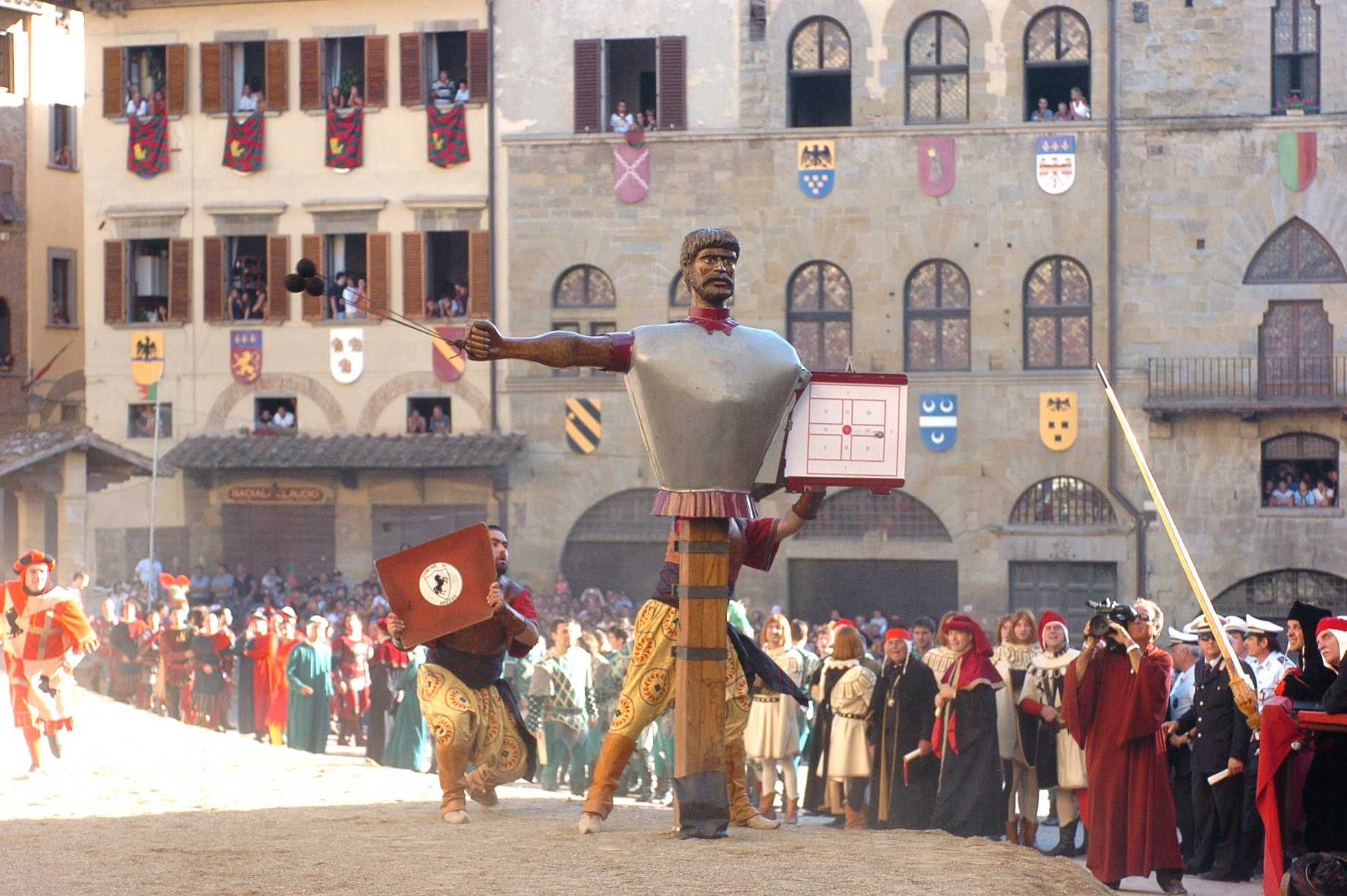
le Sarrasin

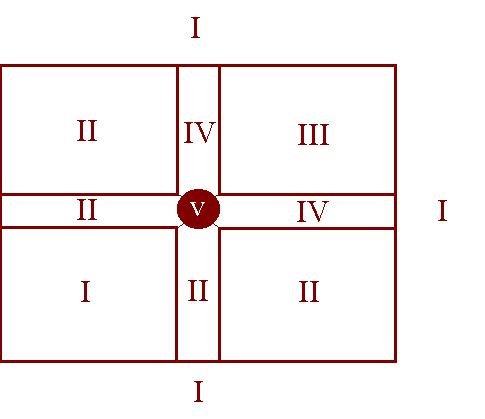
Cible du Mannequin

La joute est organisée par l’intermédiaire d’une institution appropriée.
Le conseil d’administration, composé aussi par les 4 recteurs des quartiers, est présidé par le maire.
Les règles du tournoi sont simples. Elles sont contenues dans un règlement technique qui reprend les chapitres originaux de la joute remontant à l’année 1677. Elles garantissent néanmoins un suspense continu et l’issue de l’affrontement entre les chevaliers chrétiens et l’ « infidèle » reste incertaine. C’est un tournoi chevaleresque qui est issu du Moyen Âge remis en vogue en 1931 sous forme de reconstitution historique se situant au XIVe siècle. Ce tournoi est précédé d’un défilé historique très coloré dans les rues de la ville qui regroupe plus de 350 figurants (en costumes du XIVe siècle )  et 27 chevaux. Le tournoi proprement dit se déroule sur le cadre magnifique de la Piazza Grande.
Après des évolutions équestres, roulements de tambours et lancers d’étendards, les cavaliers des quatre  quartiers (Porta S. Spirito, Porta Crucifera, Porta del Foro et Porta S. Andrea), selon un ordre défini par tirage au sort la semaine précédant le tournoi, ceci au cours d’une cérémonie officielle en costumes d’époque  sur la place de la mairie, se jettent au galop, lance tendue, contre un mannequin cuirassé, qui représente un Sarrasin armé d'un fléau d'armes (Mannequin, roi des indes). Le vainqueur est le duo de chevaliers qui dans l’atteinte de l’écu du Sarrasin (qui comporte des points de 1 à 5 selon la portion) réalise le plus grand score. Une lance d’or est remise alors au quartier du duo gagnant.
Dans le cas de ex æquo entre un ou plusieurs quartiers après les huit tours ordinaires, on fait appel à un ou plusieurs tours de départage. L’issue de la joute entre chevaliers chrétiens et le Sarrasin reste incertaine tout au long du tournoi à cause des fréquents retournements de situation provoqués par le courage, l’adresse et la chance des huit jouteurs qui s’opposent sur la piste en terre battue en légère montée qui coupe diagonalement la place (« la lizza » de Piazza Grande).
Les coups de théâtre sont fréquents : Disqualification du jouteur si celui-ci sort de la piste, doublement des points si la lance se brise lors de l’impact de celle-ci avec l’écu du Sarrasin.

## Les quartiers participants
Le territoire du Quartier de Porte Crucifera (couleurs verte et rouge) se situe dans la partie nord-est de la ville.
Le territoire du Quartier de Porte del Foro (couleurs jaune et cramoisi)  se situe dans la partie nord-ouest de la ville.
Le territoire du Quartier de Porte Sant'Andrea (couleurs blanche et verte) se situe dans la partie sud-est de la ville.
Le territoire du Quartier de Porte Santo Spirito (couleurs jaune et azur) se situe dans la partie sud-ouest de la ville.

## Cérémonial mondial du tournoi et horaire
- 07 h 00 - Premier coup de semonce.
- 10 h 30 - Les soldats de la commune et les valets de la Lance d’or commencent le défilé en sortant du Dôme (la cathédrale).
- 11 h 00 - Deuxième coup de semonce. Sortie du héraut et lecture des règles de la joute à la population. Au son du tocsin de la tour civique, le cortège démarre du palais des prieurs en s’arrêtant aux endroits suivants : Basilique de la Piève, Place Saint Michel, Avenue d'Italie, Rue de Rome, Place Saint François.
- 14 h 00 - Troisième coup de semonce. Bénédiction des jouteurs et des soldats des quartiers :
Porta Santo Spirito : église Saint Antoine (Saione), Porta Sant'Andrea : église Saint Augustin, Porta del Foro : église Saint Dominique, Porta Crucifera : église Sainte Croix.
- 14 h 30 - Les participants se regroupent Place Saint Dominique.
- 15 h 00 - Quatrième coup de semonce. Début du défilé des 400 figurants afin de rejoindre le Dôme en passant par Via Ricasoli.
- 15 h 15 - Moment marquant de la cérémonie. Bénédiction par l’évêque d’Arezzo sur le parvis du Dôme, accompagné par les insignes guerriers des années 1300 de l’évêque Guido Tarlati.
- 15 h 30 - Défilé historique à destination de Piazza Grande en passant par la Rue Ricasoli, Rue des Pileati, Avenue d’Italie, Rue de Rome, Place Guido Monaco, Place Saint François, Rue Cavour, Rue Mazzini, Rue Borgunto.
- 17 h 00 - Cinquième coup de semonce. Entrée et exhibition Piazza Grande des porte-étendards du tournoi. Arrivée du défilé historique annoncé par le son des trompettes et les roulements des tambours. Entrée des gonfaloniers avec les emblèmes de la ville d’Arezzo et ceux des partis Guelfes et Gibelins. Entrée des soldats des quartiers ; des huit jouteurs ; des chevaliers des Maisons représentant l’ancienne noblesse arétine qui prennent place à la lisière de la zone. Lecture par le héraut de la « disfida del Buratto (défi du pantin) ». Salut par les soldats en criant « Arezzo ». Autorisation de la joute de la part de la magistrature. Exécution par le groupe « Musici » de l’hymne du Sarrasin. Début de la joute : Première série d’attaques contre le Sarrasin ; seconde série et éventuel départage. Remise par le maire d’Arezzo de la « Lance d’or » au recteur du quartier gagnant. Coups de semonce en honneur du quartier gagnant qui se rend à la cathédrale pour le Te Deum de louanges à Dieu (incipit : « Te Deum laudamus »).

## Le palmarès du tournoi
- Porta Santo Spirito : 26 victoires.
- Porta S. Andrea : 29 victoires.
- Porta del Foro : 26 victoires.
- Porta Crucifera : 32 victoires.
- Porta Burgi : 1 victoire en 1931. A participé uniquement au premier tournoi de l'époque contemporaine.

## Galerie de photos

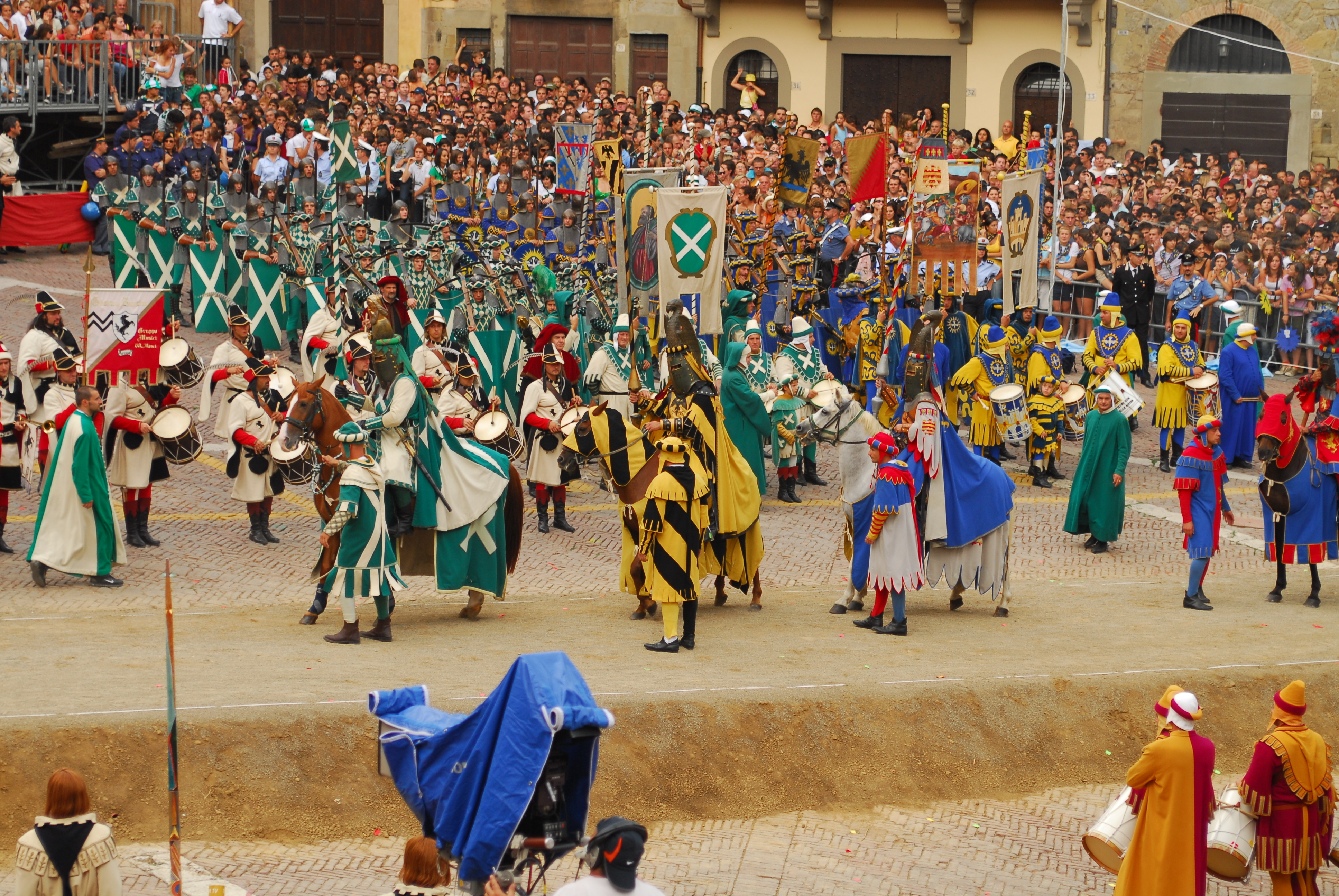
Entrée de figurants à Piazza Grande
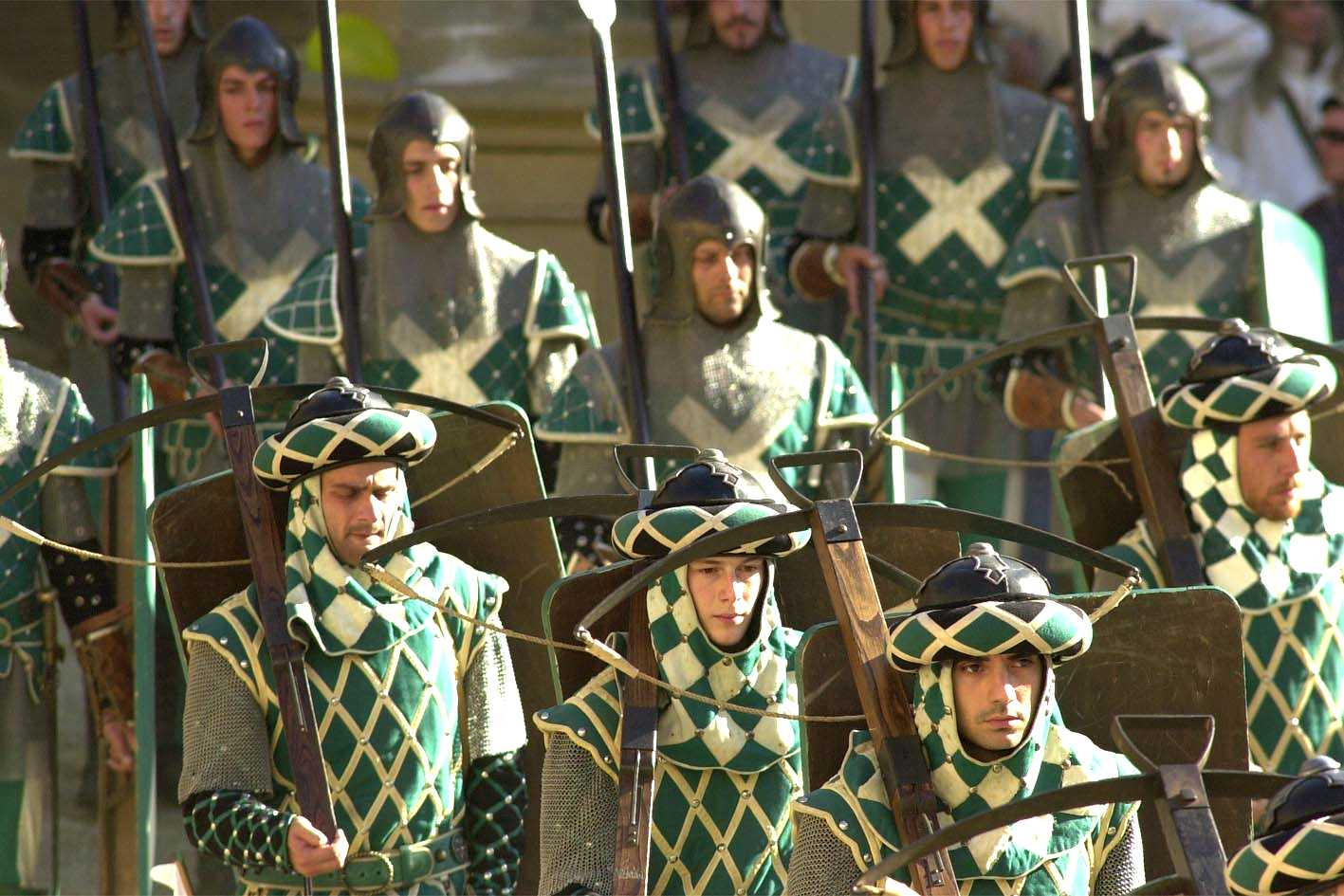
Arbalétriers de Porta S. Andrea
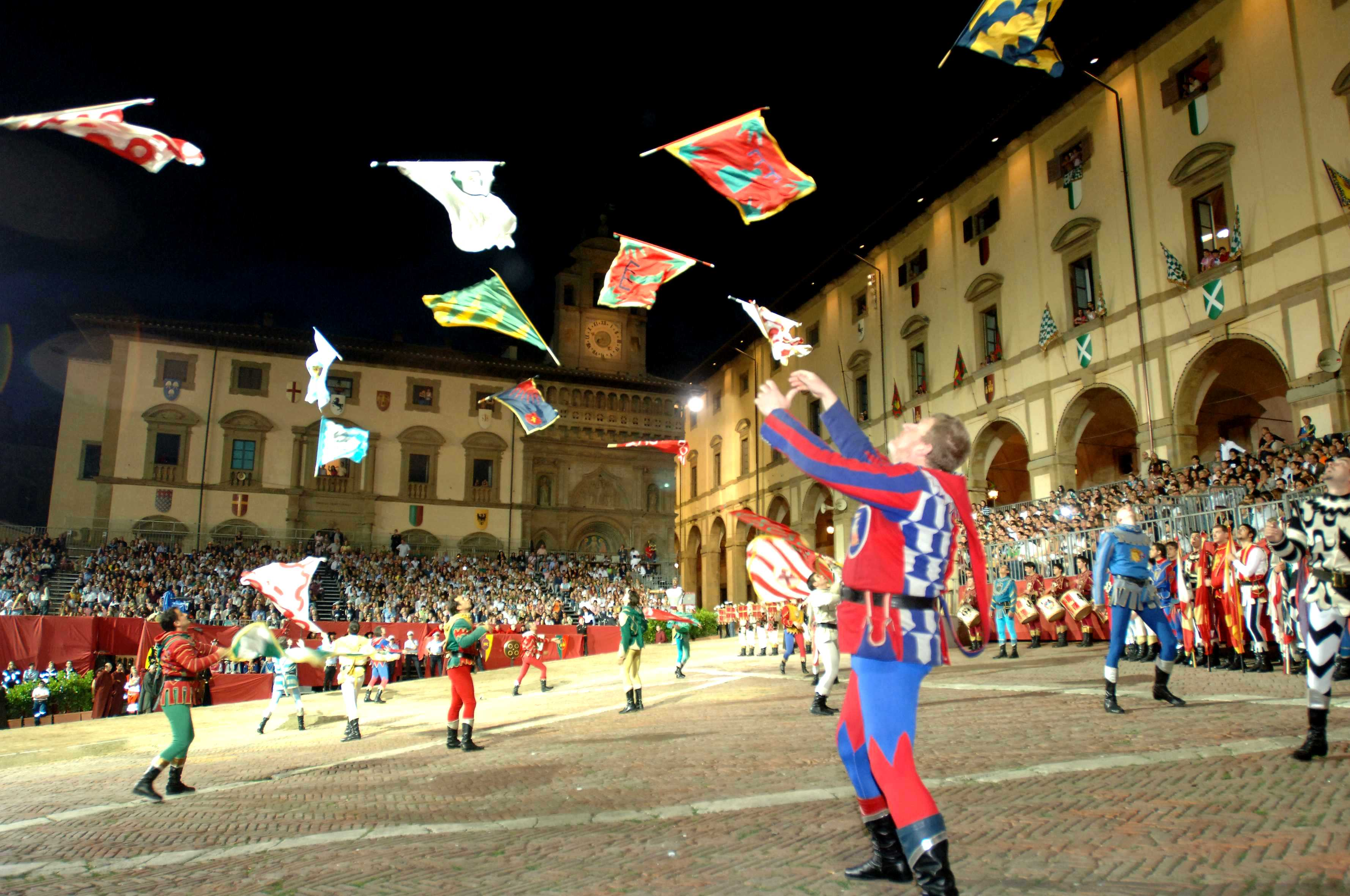
Porte-étendards de la ville de Arezzo
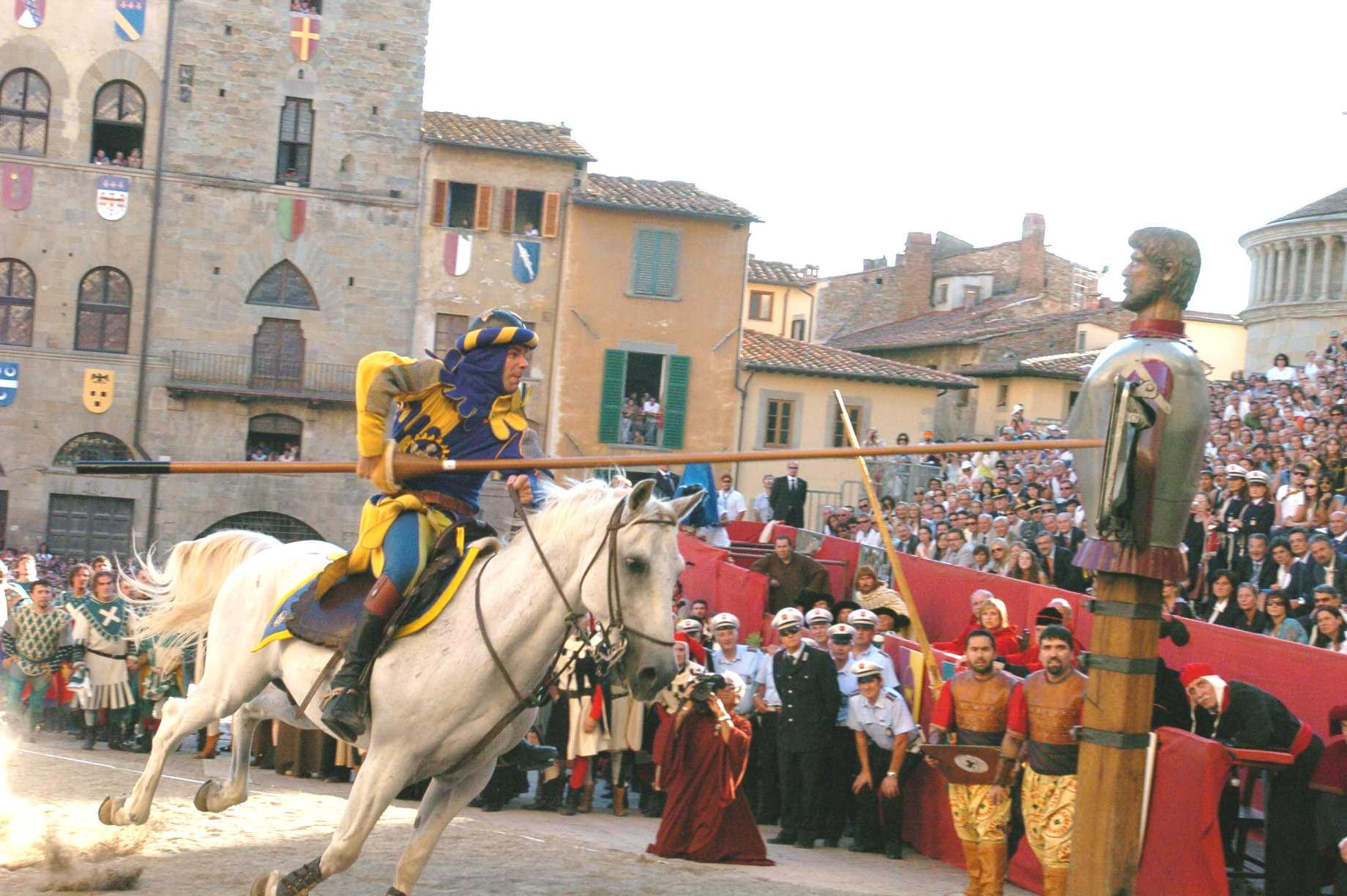
Le cavalier de Porta S. Spirito
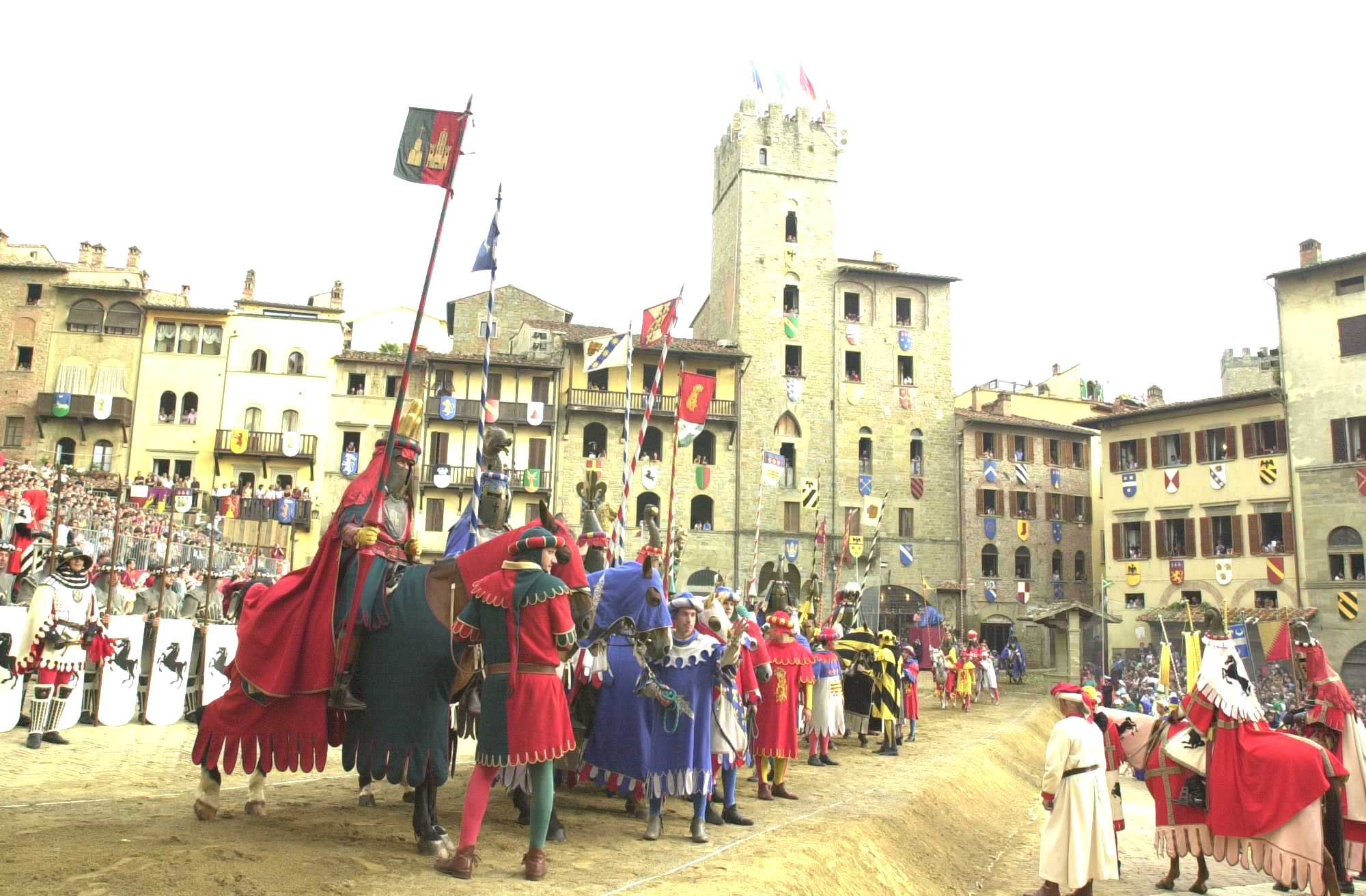
Nobles chevaliers en parade
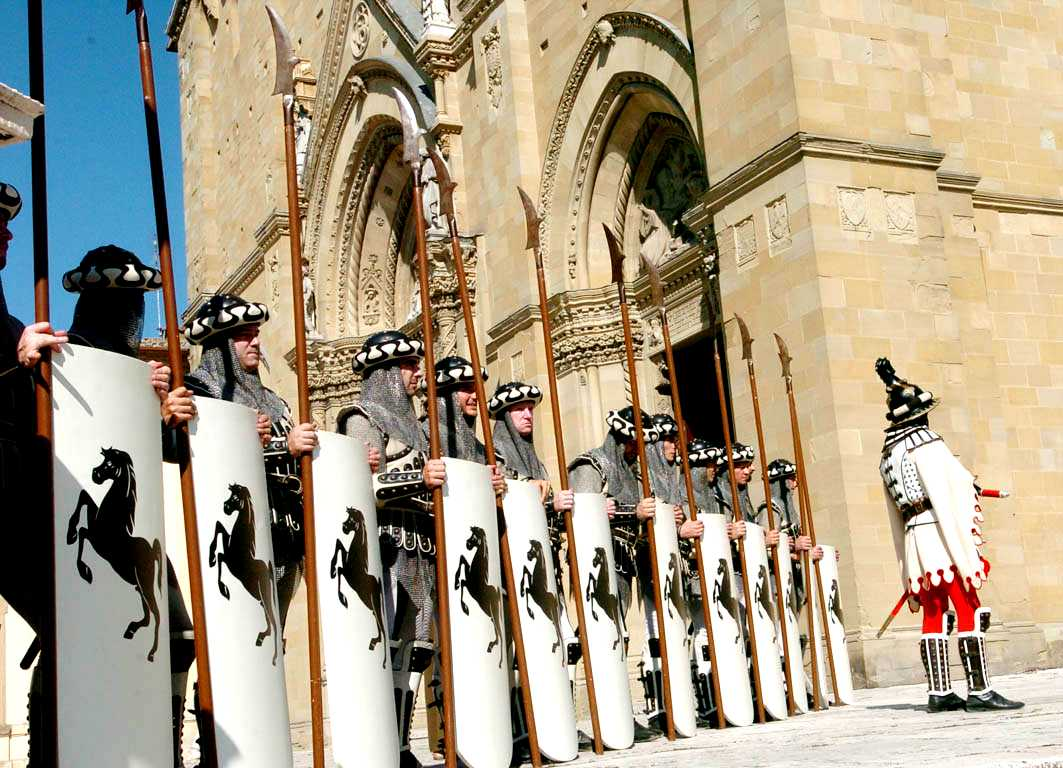
les soldats de la Commune d'Arezzo
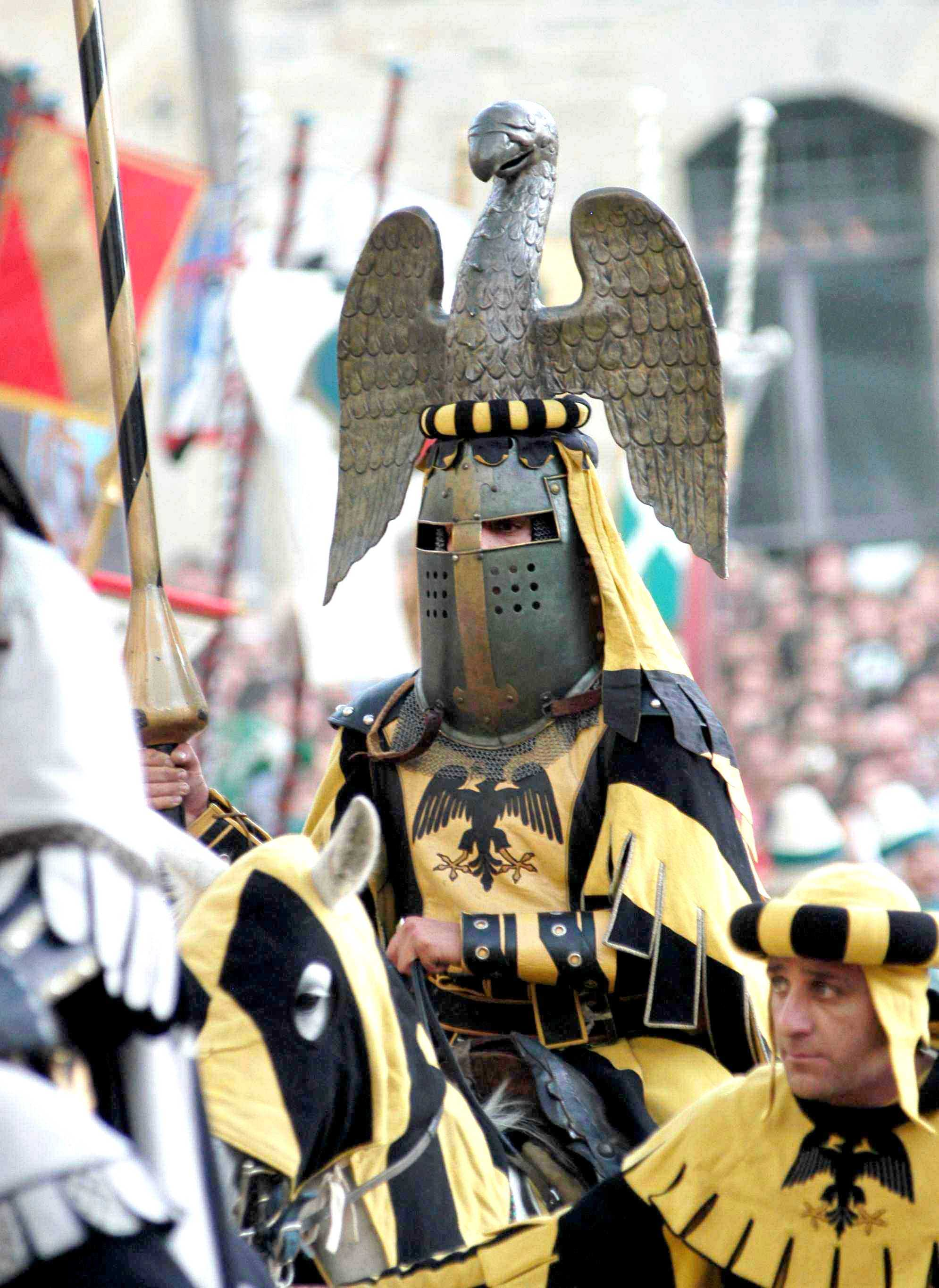
Le cavalier de la maison des Guillichini, du Quartier de Porta Sant'Andrea
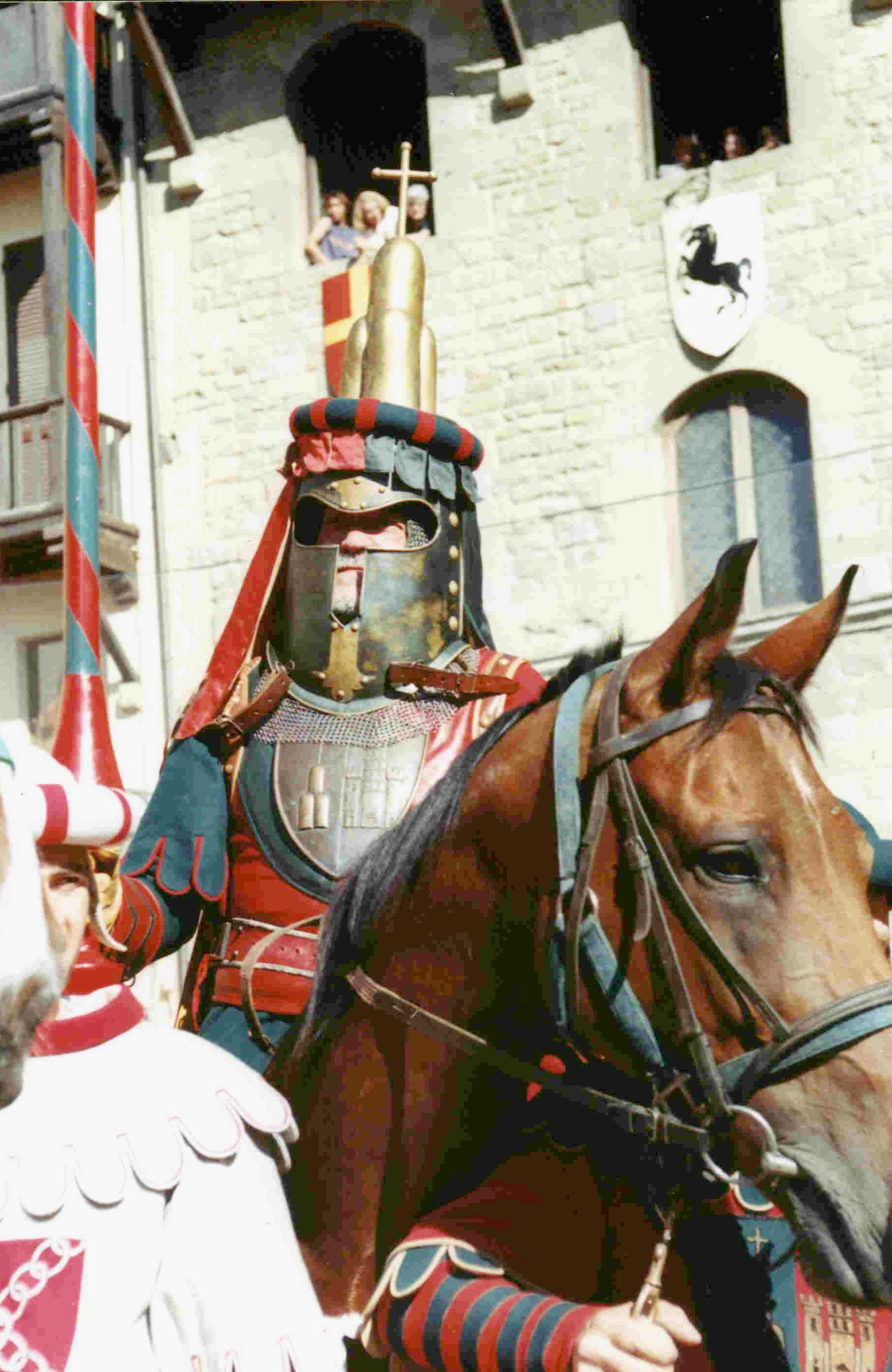
Le capitaine du Quartier de Porta Crucifera
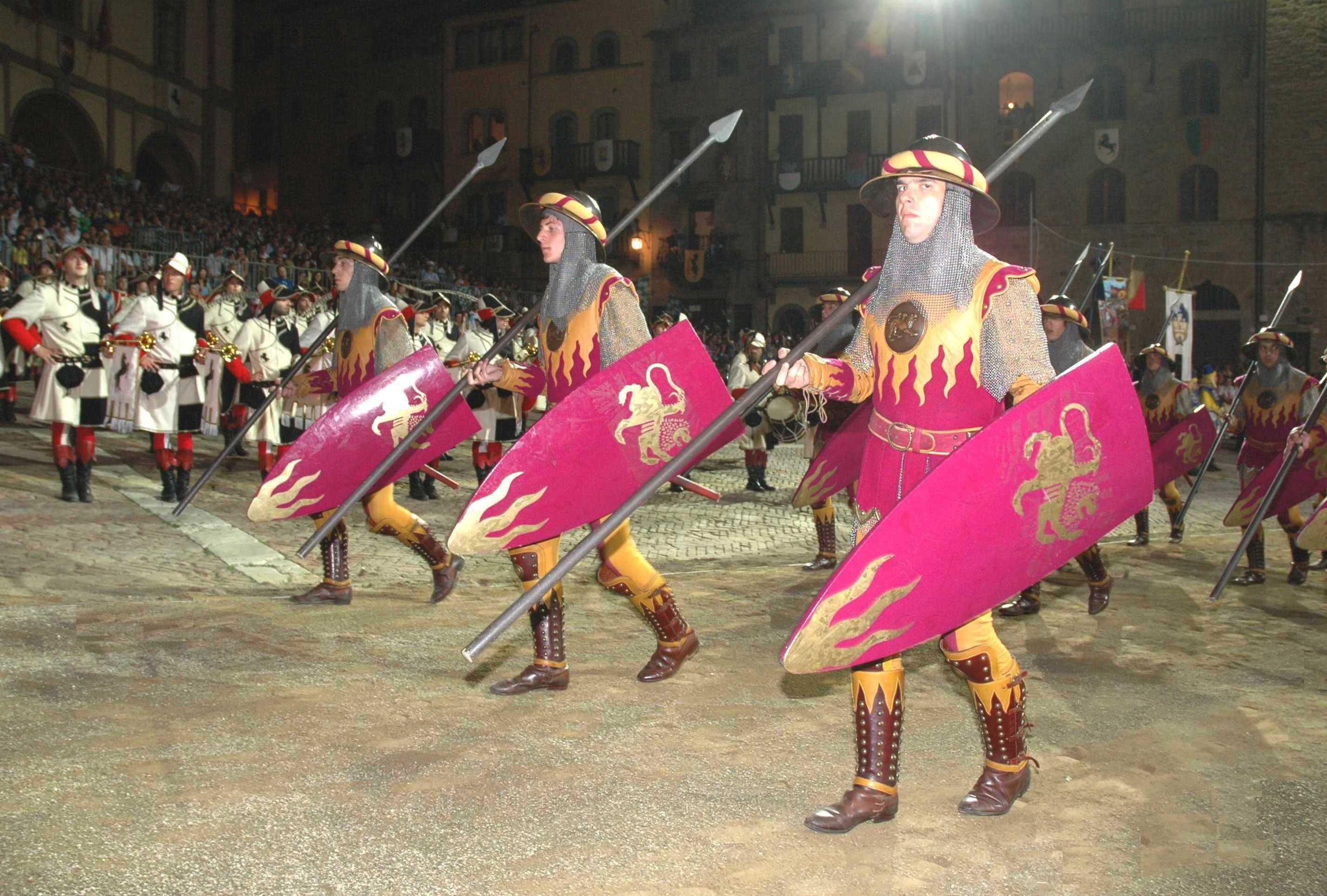
Les soldats du Quartier de Porta del Foro
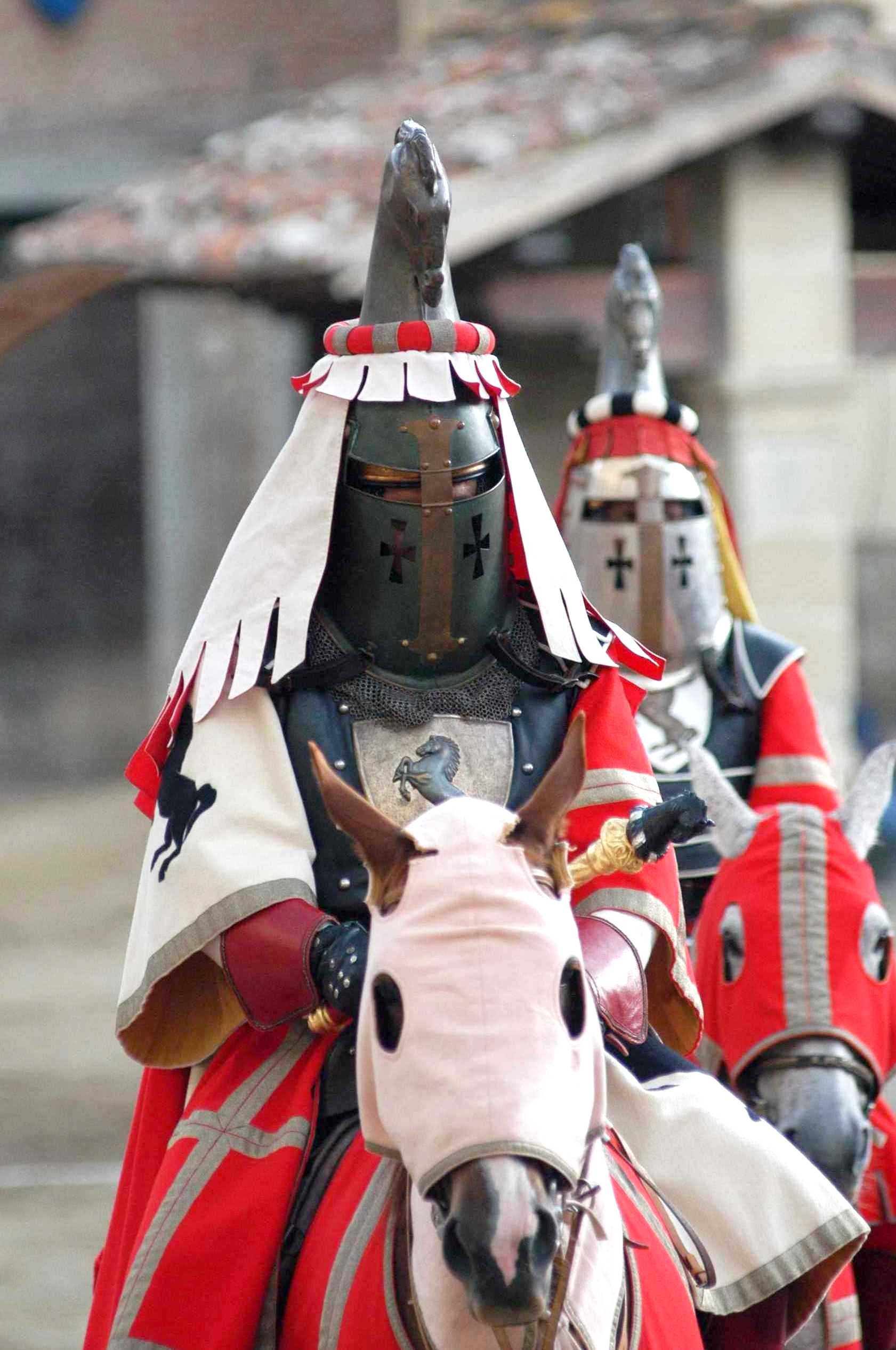
Le Maître du Champ, autorité suprême, suivi de son adjoint

## Sources
- (it) Cet article est partiellement ou en totalité issu de l’article de Wikipédia en italien intitulé « Giostra del Saracino (Arezzo) » (voir la liste des auteurs).